# Большое турне
Большое турне (фр. Les Grands Ducs, буквально, «Великие герцоги») — французский фильм 1996 года режиссёра Патриса Леконта. В фильме снялись сразу несколько известных французских актёров: Филипп Нуаре, Жан Рошфор, Жан-Пьер Марьель и Мишель Блан, а также популярная во Франции актриса Катрин Жакоб.

## Сюжет
Трое немолодых и малоизвестных театральных актёров, Виктор Виола, Эдди Карпантье и Жорж Кокс в отчаянных поисках работы. Узнав, что троим их коллегам удалось получить небольшие роли в турне театра со спектаклем «Скубиду», они решают заменить этих актёров за половину гонорара. Шапирон, организатор турне, с радостью соглашается, ведь успех спектакля его не волнует — он разорён и вся его надежда на срыв турне и получение страховки. Когда исполнительница главной роли, Карла Мило, отказывается симулировать болезнь, Шапирон берёт дело срыва турне в свои руки.

## В ролях
- Филипп Нуаре — Виктор Виола
- Жан Рошфор — Эдди Карпантье
- Жан-Пьер Марьель — Жорж Кокс
- Катрин Жакоб — Карла Мило
- Мишель Блан — Шапирон
- Клотильд Куро — Жюльетт